# Зёйд-Бевеланд
Зёйд-Бевеланд (нидерл. Zuid-Beveland) — полуостров в юго-западной части Нидерландов.

## География

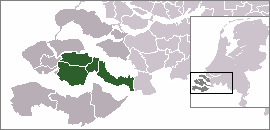
Расположение полуострова

Полуостров Зёйд-Бевеланд находится в нидерландской провинции Зеландия, в акватории Северного моря и разделяет лежащие севернее устье Восточной Шельды и озеро Версе-Мер с находящимся южнее полуострова устьем Западной Шельды. К лежащему западнее Зёйд-Бевеланда острову Валхерен проложена дамба с проходящей по ней ветвью железной дороги. Площадь полуострова Зёйд-Бевеланд составляет 344,33 км².

## Население и экономика
На полуострове проживают 92 081 человек (на 2006 год). В административном отношении он разделён на общины Борселе (22 311 жителей), Гус (36 616 жителей), Капелле (11 611 жителей) и Реймерсвал (20 952 человека). Центр Зёйд-Бевеланда — город Гус.
Местечко Ирсеке на Восточной Шельде является главным производителем устриц в Нидерландах. На берегу Западной Шельды находится атомная электростанция Борселе.